# SS Albert Ballin
Pour les articles homonymes, voir Albert Ballin et Ballin.
Le SS Albert Ballin est un paquebot transatlantique de la compagnie Hamburg-America Line lancé le 16 décembre 1922 et baptisé du nom d’Albert Ballin, directeur visionnaire de la compagnie qui s'était suicidé de désespoir quelques années auparavant.

## Historique
Le SS Albert Ballin fut construit par les chantiers navals Blohm & Voss à Hambourg, et servit sur l’itinéraire Hambourg—New York. En 1928, une classe touriste fut ajoutée, et en 1929, une amélioration des moteurs accrut sa vitesse à 19 nœuds. En 1934, une nouvelle amélioration des moteurs lui permit d'atteindre une vitesse de 21,5 nœuds. Il fut aussi allongé de 15,24 mètres.
En 1935, le nouveau gouvernement Nazi ordonna de renommer le navire en Hansa (Ballin étant Juif). La dernière traversée de l’Atlantique du Hansa se déroula en 1939. En 1945, il fut employé pour évacuer Gotenhafen (avant que le port ne soit pris par la Pologne et renommé Gdynia), mais le 6 mars, il heurta une mine et coula au large de Warnemünde.
L'épave fut récupérée et reconstruite par l'Union soviétique en 1949 et fut renommée en Sovietsky Soyouz ( russe : Советский Союз, signifiant Union soviétique), devenant ainsi le plus grand paquebot naviguant sous le drapeau soviétique. À partir de 1955, il opéra entre Vladivostok et quelques destinations dans l'Extrême-Orient. Renommé Soyouz en 1980, il voyagea  sous ce nom pendant seulement un an avant d'être envoyé à la casse.